# Gennadiy Laliyev
Gennadiy Kazbekovich Laliyev (in kazako Геннадий Казбекович Лалиев?; Tskhinvali, 30 marzo 1979) è un ex lottatore kazako, specializzato nella lotta libera.

## Biografia
Rappresentò il Kazakistan a tre edizioni consecutive di Giochi olimpici estivi da Sydney 2000 a Pechino 2008, vincendo la medaglia d'argento ai quelli di Atene 2004 nel torneo dei −74 kg.

## Palmarès
- Giochi olimpici

Atene 2004: argento nei −74 kg;
- Mondiali

New York 2003: bronzo nei −74 kg;
- Campionati asiatici

Tashkent 1999: bronzo nei −76 kg;
Almaty 2006: bronzo nei −84 kg;
- Giochi dell'Asia orientale

Osaka 2001: argento nei −76 kg;